# Naama (provins)
33°16′N 0°19′V / 33.27°N 0.32°V
Naama (arabisk: النعامة an-Naʿāma, berbisk: ⵏⵄⴰⵎⴰ Nɛama) er en af Algeriets 48 provinser (arabisk: ولاية, fransk: wilayah). Administrationscenteret er Naama.